# Atlaszcédrus
Az atlaszcédrus (Cedrus atlantica) örökzöld fa, a tűlevelűek (Pinopsida) osztályában a cédrus növénynemzetség egyik faja. Több szerző szerint nem önálló faj, hanem a libanoni cédrus alfaja: Cedrus libani atlantica.

## Származása, elterjedése
Észak-Afrikában honos. Marokkóban 130 ezer hektáron nő (meghatározóan az Atlasz-hegységben és Rif tartományban), Algériában pedig 23 ezer hektáron. Tunéziai állományai nem őshonosak.
Európában Franciaországban nő a legnagyobb területen. Először az 1860-as években az Avignon városától északkeletre található Mont-Ventoux-hegységben, Bédoin község fölött telepítették a kiirtott erdők helyére 800 m fölötti térszínen egy délnek néző, enyhén lejtő hegyoldalra, mintegy 15 hektáron. A természetes szaporulatnak hála a 2000-es évek elejére a cédruserdő elérte a 2000 hektárt; az eredeti állomány fái 20–22 m magasak, törzsük átmérője 80–100 cm. A kedvező tapasztalatok hatására az 1900-as évek utolsó negyedében a francia erdészek erőteljes cédrustelepítésbe kezdtek (főleg a Pireneusokban, Rialsesse környékén. A 2000-es évek első évtizedében Dél-Franciaországban a molyhos tölggyel, magyallal, örökzöld tölggyel, feketefenyővel és erdeifenyővel vagy elegyetlenül ültetett atlaszcédrus erdők összterülete elérte a 20 ezer hektárt, megközelítve ezzel a faj algériai elterjedését. 
Magyarországon a badacsonyörsi Folly Arborétum sokáig a cédrus telepítések kezdeményezője volt. A Komárom-Esztergom vármegyei Agostyáni Arborétum állománya is innen származik. A világ mind a 25 ciprus faja és három változata helyet talált az arborétumban, jelentős az atlaszcédrus állomány is.
Kisebb, több évtizedes állományai nőnek a
- Neszmélyi Arborétumban,
- Agostyáni Arborétumban.

Az ezeken a helyeken szerzett tapasztalatok alapján 1995-ben a fajt bevonták a kiskunsági erdeifenyvesek részleges fajcserés felújítási kísérleteibe. A leghatékonyabb változatnak az erdeifenyővel elegyes ültetés bizonyult; a korai juharral ültetett cédrusokat a gyorsabban fejlődő juhar elnyomta. A fagykár nem volt jelentős, de a mikorrhiza-kezelés nélkül kiültetett csemeték közül sok károsodott.
- Két szép fa áll Sopronban is, a Széchényi-téren.
- Nógrád vármegye egyetlen atlaszcédrusát a Mátralábán, Tar községtől nem messze található Tuzson Arborétumban ültették 1960 táján.
- Egerben a Petőfi Sándor téren található pár példánya.
- Dunaszentmiklóson a főtéren is található egy, közel 30 méter magas atlaszcédrus, mely  az 1860-as években lett ültetve. Akkor körülbelül 2 méteres magas volt.

## Megjelenése, felépítése

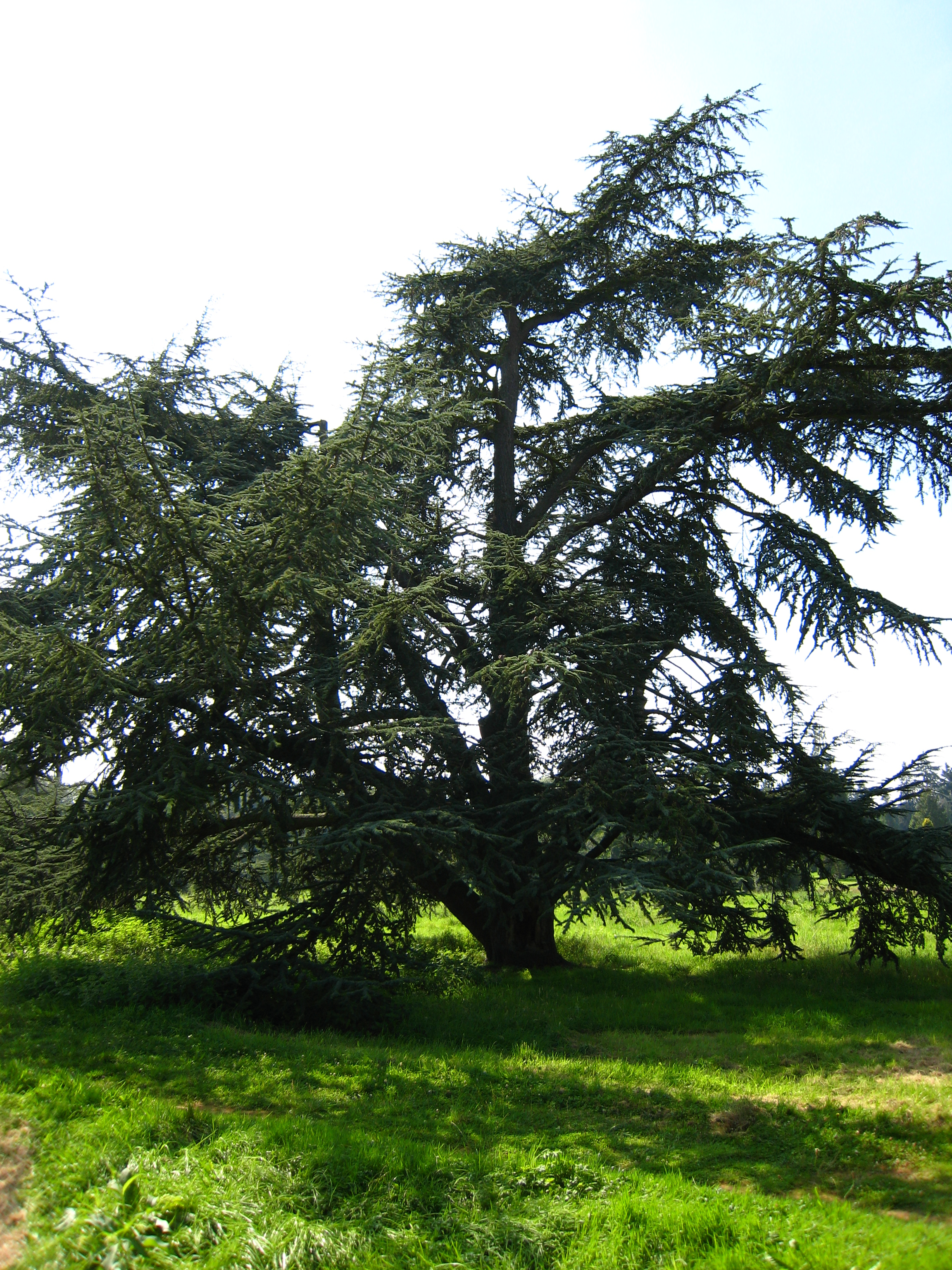
Atlaszcédrus

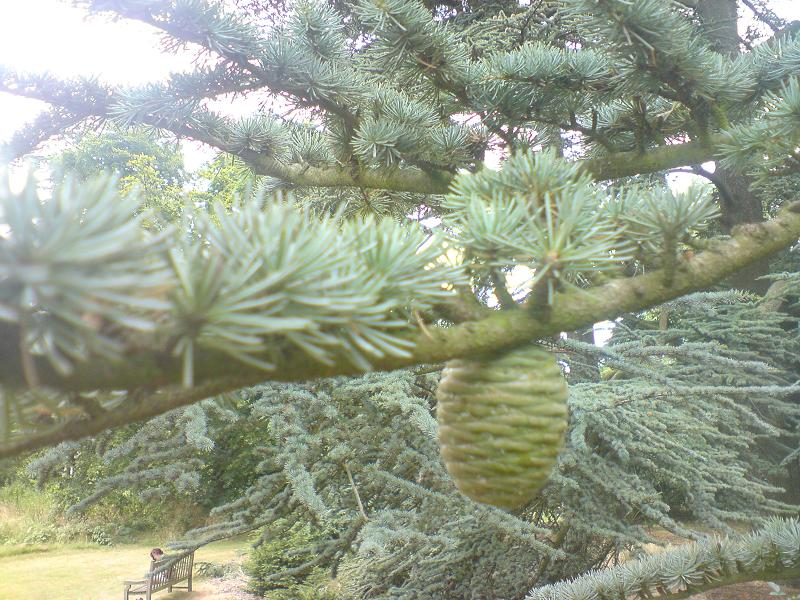
Kék atlaszcédrus toboza és tűlevelei közelről

Nagy, 40 m magas, széles fává fejlődik. Koronája fiatalon kúpos, az idős példányoké laposan szétterül. A fiatal példányok sötétszürke kérge fényes és sima, az idősebbeké berepedezik. Ágai a fa tetején fölfelé, középtájt vízszintesen nőnek, az alsó ágak lehajlanak.
2,5–3 cm hosszú, szürkészöld tűlevelei (akár a vörösfenyő tűi) a hosszúhajtásokon szórtan, csavarvonalban nőnek, a rövidhajtásokon pedig örvszerű csomókban.
Felálló tobozai éretlenül zöldek, éretten fénylő barnák.

## Fejlődése
Lassan nő, a kiirtott erdők helyén az újulat nem tudja megvédeni a talajt az eróziótól. Szélvédett, meleg helyen fejlődik a legszebben.
Fényigényes; a kiegyenlített vízellátást meghálálja, de a szárazságot jól tűri. Szinte bármilyen talajon megél. A libanoni cédrusnál kevésbé fagyérzékeny, de túl nedves helyen fiatal hajtásai visszafagyhatnak. Magyarországon biztonságosan csak száraz, napos helyen telel át; nedves helyen fagyérzékeny.
Porzós virágai ősszel nyílnak. Tobozai a második vagy a harmadik évben érnek be, majd szétesnek.

## Felhasználása
A fáját átitató illatos gyanta ellenállóvá és tartóssá teszi. A kertészetekben számos változatát nemesítették ki. Ezeket jellemzően oltványról szaporítják; a magról nevelt példányokat válogatni kell.

### Kertészeti változatok
A Magyarországon ismertebb kertészeti változatokat mutatjuk be.

#### C. atlantica 'Glauca'
Az alapfajnál elegánsabb kinézetű és egyúttal a fagyot is jobban állja. Oltványként forgalmazzák; célszerű az alapfajra oltott példányt vásárolni. A vörösfenyőre (Larix decidua) oltott példányok állítólag érzékenyebbek és rövidebb életűek.
A fiatal növények koronája gyakran laza és szabálytalan. A cédrusok jellemző koronaformája évtizedek alatt alakul ki. A mielőbbi korrekció érdekében vezérhajtását az első években célszerű karóhoz kötni.
Levelei (főleg az újak) látványos, hamvas szürkéskékek; télen se színeződnek el. Ágai az alapfajénál sűrűbben nőnek.
Magyarországon főleg parkokban, főleg kastélykertekben látható.

#### C. atlantica 'Pendula'
Csüngő ágú változat. Díszértéke nem jelentős; leginkább gyűjteményes kertekben található.